# Camino Siskiyou

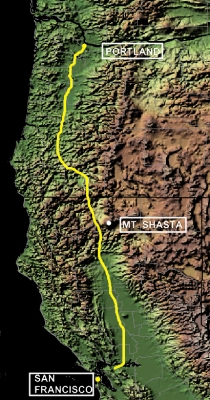
La senda Siskiyou desde Portland, Oregon, hasta San Francisco, California

El camino Siskiyou (del inglés: Siskiyou Trail) fue una ruta o camino histórico del oeste de Estados Unidos que permitía acceder al Valle Central de California desde el Valle del Willamette, en el actual estado de Oregón. Originalmente, la ruta se apoyó en las sendas existentes que, serpenteando a través de los valles de los ríos intermontanos, eran recorridas a pie por los nativos americanos. Posteriormente se convirtió en la ruta más corta y práctica entre los asentamientos pioneros de la región.
En el siglo XIX, consistió en una vía de comunicación muy utilizada, gracias a la fiebre del oro de California, fomentando el florecimiento de nuevos asentamientos, principalmente comerciales, a lo largo de su recorrido. La primera línea telegráfica de la región fue instalada en la ruta en 1864, y las vías de ferrocarril se tendieron en 1887. Actualmente, la pista Siskiyou es recorrida por la Interestatal 5.

## Desarrollo
Los primeros visitantes europeos o americanos que recorrieron la pista Siskiyou fueron probablemente cazadores y tramperos relacionados con la Compañía de la Bahía de Hudson (Hudson's Bay Company, HBC), que, en la década de 1820, comenzaron a recorrer los ríos del sur del actual estado de Oregón y el norte del estado de California en busca de pieles. La HBC se había establecido en el río Columbia, y construido Fort Vancouver, su sede regional en 1824. Las brigadas de la HBC comenzaron a explorar en dirección sur, hacia California, en 1825. Alexander Roderick McLeod lideró la exploración y las partidas de caza al sur a partir de 1826, alcanzando el río Klamath, en 1827, y el río Sacramento en 1828. En 1829 dirigió la primera expedición trampera de la HBC en el Valle de Sacramento, lo que permitió a las expediciones posteriores llegar hasta el sur hasta el actual French Camp, cerca de Stockton.
La exploración de McLeod y sus expediciones de caza establecieron esencialmente la pista Siskiyou, uniendo Fort Vancouver con el Valle de Sacramento. Al principio fue conocida por nombres como la pista de la Brigada de California (California Brigade Trail) y la pista de la Brigada Meridional (Southern Party Trail). McLeod y otros miembros de sus brigadas informaron de que los nativos americanos al sur del río Umpqua, a lo largo de los ríos Klamath y Siuslaw, nunca antes habían visto hombres blancos. Aunque el paralelo 42° (actual frontera entre los estados de California y Oregón) marcaba la frontera norte de la California mexicana, los mexicanos sabían poco sobre el interior y los tramperos de la HBC se internaban al sur cuando querían. Otros cazadores de la HBC que hicieron un uso temprano de la senda Siskiyou también fueron Peter Skene Ogden y Michel Laframboise.
En 1834, Ewing Young llevó una manada de caballos y mulas por la senda Siskiyou desde las misiones en California para su venta en los asentamientos británicos y estadounidenses en el entonces territorio de Oregón. Aunque este esfuerzo fue recibida con recelo por los funcionarios de la HBC en Oregon, Young volvió a California en 1837, donde compró 700 cabezas de ganado que llevó por la senda Siskiyou nuevamente hasta Oregón. Esta tarea monumental, que requirió de casi tres meses, ayudó a ampliar y establecer el camino consolidando así los nuevos asentamientos americanos en el territorio de Oregón.
En 1841 una partida terrestre de los Expedición exploratoria de los Estados Unidos descendió la senda Siskiyou con los primeros científicos y cartógrafos de la región.
La fiebre del oro de California, que comenzó en 1848, supuso un aumento considerable del uso de la senda Siskiyou. El descubrimiento de oro en el condado de Siskiyou y especialmente en Yreka en marzo de 1851, llevó a miles de Forty-Niners por la senda en busca de riquezas. El terreno por el que discurría la pista era tan accidentado al cruzar las montañas, que los viajes se limitaban a recuas de mulas y caballos. Los primeros viajeros podían viajar quizá unas 20 millas al día (32 kilómetros), parando en las posadas y hostales al borde del camino, tales como Portuguese Flat, Upper Soda Springs y Sisson, en el norte de California. Hasta la década de 1860 no hubo carreteras de peaje que pudieran ser utilizadas por diligencias, finalmente talladas a través de las montañas del norte de California, lo que permitió viajar sin interrupción toda la longitud de la senda Siskiyou.
En 1864, el tendido de la primera línea de telégrafo conectó las primeras localidades establecidas a lo largo del camino. El desarrollo se aceleró con la llegada del ferrocarril Central Pacific, completado en 1887, que siguió el camino de la senda Siskiyou.

## Recorrido de la ruta

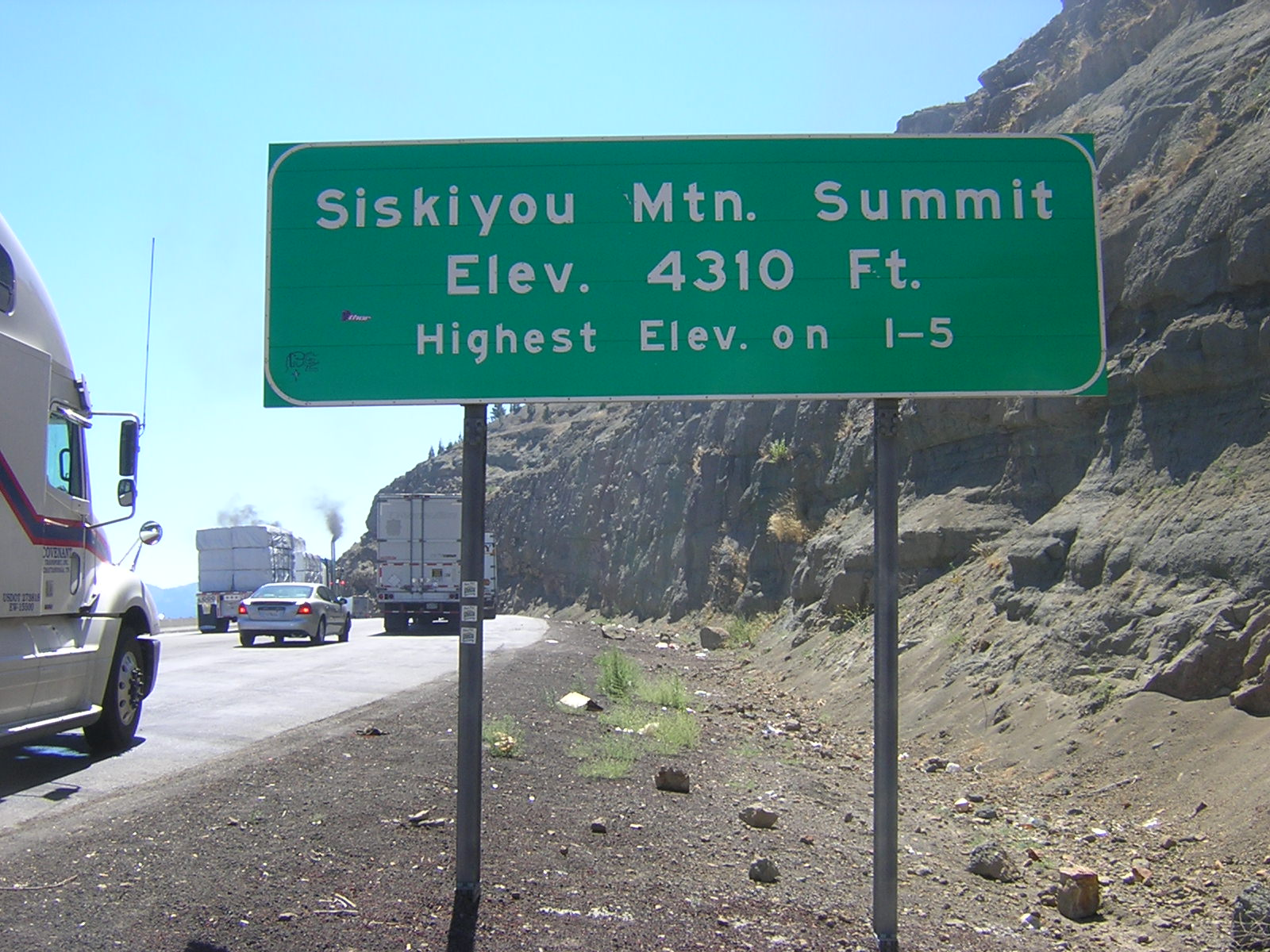
Tomada el 4 de agosto de 2007 en la Interestatal 5, esta es la Cumbre de la Montaña Siskiyou. La elevación es de 4,310 pies (1,313 metros). Las montañas Siskiyou son un subrango dentro del sistema de montañas Klamath.

La ruta histórica de la pista Siskiyou se extendía desde el Fuerte Vancouver, la sede de la Compañía de la Bahía de Hudson, en el sur del actual estado de Washington, hasta la actual Área de la Bahía de San Francisco. En California, la senda iba a través, o cerca, de las actuales localidades de Redding, Dunsmuir e Yreka. En Oregón, la ruta seguía por Ashland, Grants Pass, Eugene, Salem y Portland. 
La senda, para atravesar las escarpadas montañas del norte de California y sur de Oregon (montañas de Siskiyou), discurría por los valles de los ríos Willamette, Umpqua, Rogue, Klamath, Shasta y Sacramento. La pista coronaba en el puerto Siskiyou (Siskiyou Summit, de 1310 m), justo al norte de la frontera de Oregón y California, y pasaba por, o cerca de, destacados hitos como el monte Shasta, Upper Soda Springs, Castle Crags y Sutter Buttes.

## Carreteras actuales
Entre 1869 y 1887 la Oregon & California Railroad Company construyó un ferrocarril a lo largo de esta ruta, cruzando el puerto Siskiyou en 1887. A mediados de la década de 1910, la pionera Pacific Highway, después numerada como U.S. Highway 99, proporcionó el primer acceso fácil en automóvil a lo largo de la trayectoria de la senda. La Interstate 5 fue construida en la década de 1960 a lo largo de la ruta de la senda original de 1820. Cerca de 7 km al norte de la frontera de California y justo al sur de Ashland, Oregón, la carretera cruza el puerto Siskiyou, el punto más alto en la I-5 (1310 m). El ferrocarril y la carretera interestatal se desvian de la ruta original solamente en pequeñas tramos, trazados conforme a las necesidades y a la ingeniería a disposición de sus constructores.